# Methyl anthranilat

Methyl anthranilat là một este của acid anthranilic. Công thức hóa học của nó là C8H9NO2 với khối lượng phân tử là 151.165 g/mol, mật độ 1.168 g/cm^3, nhiệt độ sôi là 256 °C và nhiệt độ nóng chảy là 24 °C. Nó là một chất lỏng không màu, hòa tan trong rượu, dipropylene glycol, một số loại dầu cố định, propylen glycol và không tan trong dầu parafin, glycerin, nước.
Methyl anthranilat xuất hiện tự nhiên trong nho Concord và các loại nho khác của Vitis labrusca và các loại cây lai, cùng với cam bergamot, củ cải đen, hoa phong lan, hoa nhài, chanh, cam quýt, neroli, cam, dầu ruy, dâu tây. Hợp chất cũng là thành phần chính của hương vị táo, cùng với ethyl acetat và ethyl mayrat, tìm thấy trong đồ uống có cồn.
Methyl anthranilat là một chất tạo hương, thuộc nhóm các dẫn xuất amino acid. Nó là một hợp chất hữu cơ chứa một nhóm acid benzoic với một nhóm amin gắn vào vòng benzen.

## Các tên gọi khác
- Methyl 2-aminobenzoate
- 134-20-3
- 2-Aminobenzoic acid methyl ester
- Methyl o-aminobenzoate
- Nevoli oil

## Ứng dụng
Methyl anthranilat là một hóa chất không thấm nước. Nó có thể được sử dụng để bảo vệ ngô, hoa hướng dương, gạo, trái cây, và các sân gôn. Dimethyl anthranilate (DMA) cũng có tác dụng tương tự. Nó cũng được sử dụng để tạo hương vị của nho, hương vị của kẹo, nước giải khát (ví dụ nho soda), thuốc, và các sản phẩm nicotine.
Methyl anthanolilat là một thành phần của nhiều loại dầu thiết yếu trong tự nhiên và là một chất thơm được tổng hợp và sử dụng rộng rãi trong nước hoa ngày nay.